# Szubak Smirnowa
Szubak Smirnowa (Attagenus smirnovi) – gatunek chrząszcza z rodziny skórnikowatych (Dermestidae). Gatunek synantropijny o możliwym pochodzeniu afrykańskim; obecnie szeroko rozpowszechniony w Europie. Nazwany na cześć rosyjskiego entomologa Jewgienija Smirnowa, który zebrał pierwsze osobniki w Moskwie w 1961 roku.

## Opis

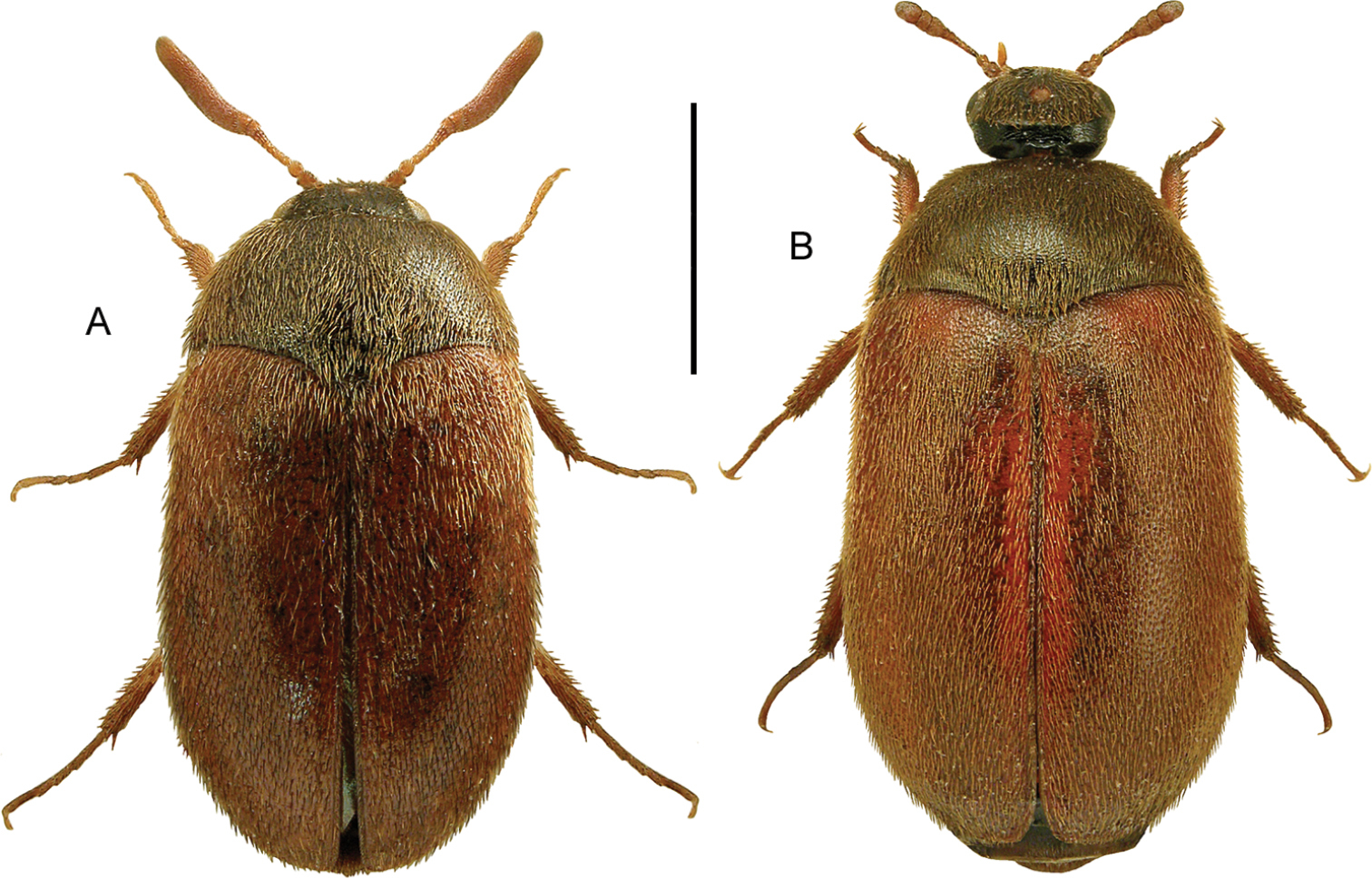
Imagines: samiec (po lewej; A) oraz samica (po prawej; B)

Całe ciało imago pokryte złocistożółtymi włoskami. Głowa i przedplecze zwykle czarne lub brunatnoczarne, rzadziej brązowe. Pokrywy brązowe lub czerwonawe. Czułki i nogi brązowe. Widoczny dymorfizm płciowy. Samice większe od samców, mierzą ok. 4 mm długości, gdy samce 2,5 mm. Ponadto, buławki czułków samców znacznie dłuższe niż te u samic.

## Biologia
Synantrop. W Europie odnajdywany najczęściej w obrębie siedlisk ludzkich, w domach, pomieszczeniach gospodarczych, muzeach. Nie toleruje niskich temperatur. Chrząszcze dobrze latają, co ułatwia im zajmowanie nowych siedlisk. Imagines żywią się szczątkami organicznymi, głównie pochodzenia zwierzęcego (pióra, futro, włosy, skóra). Podobna jest dieta larw, wzbogacona też o pokarm roślinny. W warunkach domowych w ciągu roku występują dwa pokolenia. Samice zazwyczaj znoszą od 30 do 70 jaj. Larwy wykluwają się po ok. 10 dniach, a do przeobrażenia dochodzi po 6-18 miesiącach.

## Występowanie
Gatunek uznawany za pierwotnie afrotropikalny, na co wskazywałaby mała odporność chrząszcza wobec niskich temperatur. Mimo to holotyp odnaleziony został w Moskwie w Rosji, czyli już na obszarze inwazyjnym. W kolejnych latach gatunek szybko rozprzestrzeniał się po całej Europie, gdzie odnajdywany był głównie w kolekcjach muzealnych. Obecnie obserwowany na całym kontynencie, oprócz Irlandii oraz większości terenu Bałkanów.
W Polsce po raz pierwszy stwierdzony w Poznaniu oraz Warszawie w 2000 roku. W następnych latach gatunek odnajdywano na wielu kolejnych stanowiskach, głównie w większych miastach. W tym okresie zdołał rozprzestrzenić się po całym kraju i obecnie występuje pospolicie.
Sporadycznie notowany z Ameryki Północnej. Od 2017 roku regularnie obserwowany w Toronto w Kanadzie.

## Szubak Smirnowa a działalność człowieka
Z uwagi na to, że pierwszymi ogniskami występowania tego gatunku w Europie były muzealne magazyny zoologiczne w wielkich miastach, prawdopodobnie rozprzestrzeniał się on wraz z transportem eksponatów, na których żerował. Obecnie jednak, wraz z globalnym ocieplaniem się klimatu, zwiększają się szanse chrząszcza na samodzielne rozprzestrzenianie się poprzez lot, co ułatwia mu większa częstotliwość ciepłych dni w roku. Zmiany klimatyczne umożliwiają owadowi opanowywanie kolejnych obszarów, wcześniej dlań niedostępnych z powodu zbyt niskich średnich temperatur, jak na przykład północ Półwyspu Fennoskandzkiego czy Ameryki Północnej.
Z uwagi na swoją dietę szubak Smirnowa może wyrządzać poważne szkody na przedmiotach z materiałów pochodzenia zwierzęcego w gospodarstwach domowych i zbiorach muzealnych, np. na wełnianych ubraniach, dywanach czy eksponatach taksydermicznych. Ponadto, larwy mogą także niszczyć papierowe dokumenty oraz zielniki.